# Aleksandrovo (Nova Crnja)
Aleksandrovo (Александрово), precedentemente conosciuto con il nome di Velike Livade (Велике Ливаде) è un villaggio situato in Serbia nel comune di Nova Crnja e nel distretto del Banato Centrale in provincia di Voivodina. La popolazione totale è di 2.655 abitanti di cui 2.435 di etnia serba, secondo il censimento del 2002.

## Nome
In Serbia il villaggio è conosciuto come Aleksandrovo (Александрово), in Ungheria come Bozítópuszta ed in Croazia come Aleksandrovo.

## Società

### Evoluzione demografica
- 1961: 4.034 ab.
- 1971: 3.406 ab.
- 1981: 3.061 ab.
- 1991: 2.902 ab.
- 2002: 2.665 ab.